# 3660 Lazarev

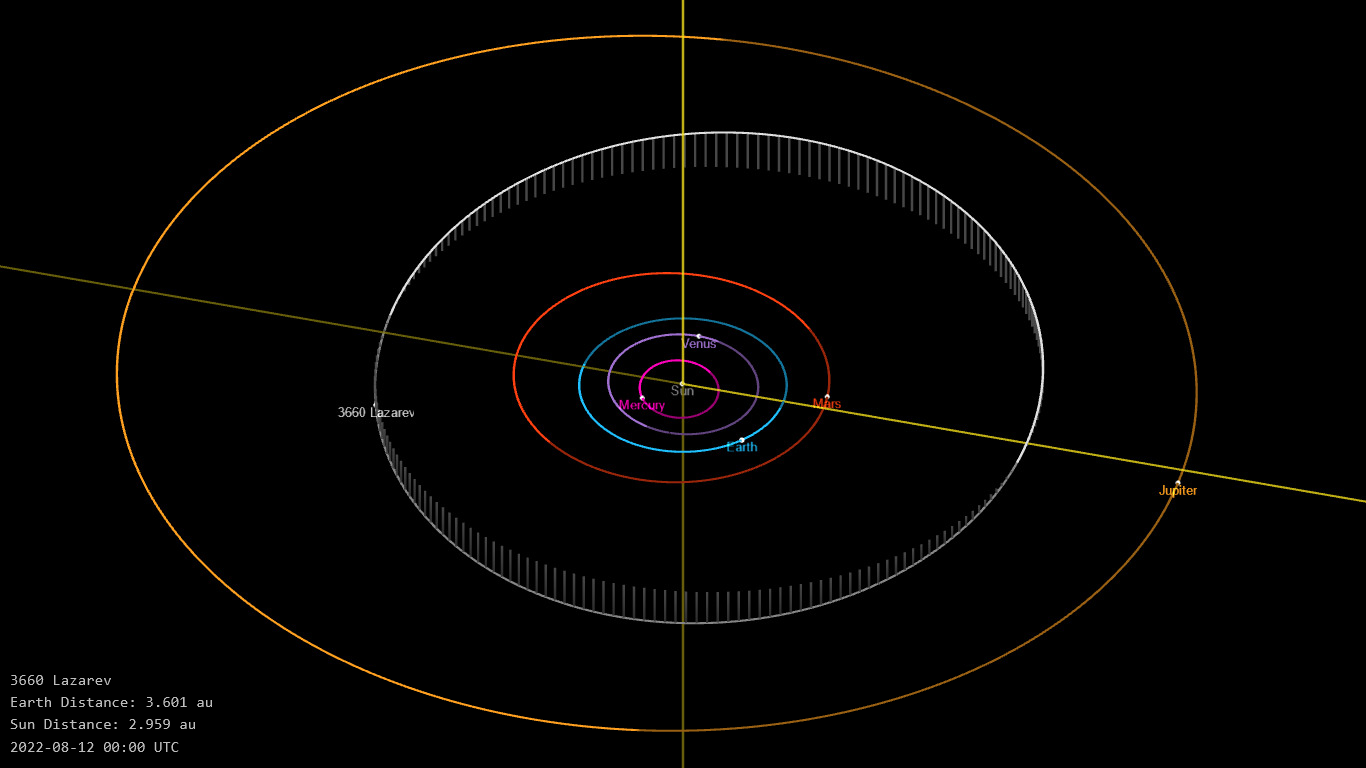
Illustration av 3660 Lasarevs bana (silvergrå) i solsystemet. Jordens bana i ljusblått.

3660 Lazarev eller 1978 QX2 är en asteroid i huvudbältet som upptäcktes den 31 augusti 1978 av den rysk-sovjetiske astronomen Nikolaj Tjernych vid Krims astrofysiska observatorium på Krim. Den har fått sitt namn efter den ryske amiralen och polarupptäckaren Michail Lazarev (1797–1851).
Asteroiden har en diameter på ungefär 27 kilometer.